# Nassandres

Nassandres este o comună în departamentul Eure, Franța. În 1 ianuarie 2018 avea o populație de 1.330 de locuitori.